# Les Georges
Les Georges est un festival de musique qui a lieu à Fribourg (Suisse) durant le mois de juillet.

## Création
Le festival a été sélectionné lors d'un concours lancé par la ville de Fribourg qui visait à améliorer l'utilisation estivale de la place Georges Python. Une association fondée en 2013 a donc mis sur pied un événement dont la première édition, un festival consacré aux musiques actuelles, a été organisée en juillet 2014 durant près d'une semaine, au centre-ville de Fribourg,.

## Années 2010

### Édition 2014
Le Festival Les Georges a vécu sa toute première édition du 15 au 20 juillet 2014, en accueillant 15 000 personnes en six jours.
- Yann Tiersen (France)
- The Young Gods (Suisse)[6]
- Laure Perret (Suisse)
- Valerie June (États-Unis)
- The Rambling Wheels (Suisse)
- El Greco (Suisse)
- Delaney Davidson (Nouvelle-Zélande)
- L'Impérial Kikiristan (France)
- Oy (Ghana-Suisse)
- Rusconi (Suisse)
- Fai Baba (Suisse)
- Francis Francis (Suisse)
- Primasch (Suisse)
- The Excitements (Espagne)
- Coconut Kings (Suisse)

### Édition 2015
Lors de sa 2e édition en 2015, du 14 au 19 juillet, le festival accueille plus de 18 500 spectateurs et vit ses premières expériences de "guichets fermés",.
- Goran Bregovic (Serbie)
- Moriarty (France/États-Unis)
- La Rue Kétanou (France)
- Grammatik (Slovénie)
- Chapelier Fou (France)
- Other Lives (États-Unis)
- Solange La Frange (Suisse)
- Puta Madre Brothers (Mexique-Australie)
- Duck Duck Grey Duck (Suisse)
- Dixieland Bull's Band (Suisse)
- Yellow Teeth (Suisse)
- De Staat (Pays-Bas)
- Peter Kernel (Canada-Suisse)
- Wazomba (Suisse)
- Hell's Kitchen (Suisse)
- The Red County (Suisse)
- Kabak (Suisse)

### Édition 2016
Pour sa 3e édition, du 12 au 17 juillet 2016, le festival augmente sa surface de 25 % et son budget approche le million de francs suisses. Victime d'une météo défavorable, le festival annonce une baisse de fréquentation de 4 000 personnes, pour un total de 14 500 spectateurs en 6 jours, ainsi qu'un déficit de 50 000 CHF .
- Hindi Zahra (France/Maroc)
- Blood Red Shoes (Angleterre)
- Calexico (USA)[11]
- Skye & Ross, de Morcheeba (Angleterre)[12]
- Rover (France)
- Pokey LaFarge (USA)
- Naive New Beaters (France)
- Kassette & Bella Lui Magic Band (Suisse)
- Gustav (Suisse)
- Bonaparte (Allemagne/Suisse)
- Klaus Johann Grobe (Suisse)
- Pullup Orchestra (Suisse)
- Jim the Barber (Suisse)
- Egopusher (Suisse)
- Pandour (Suisse)
- The Shit (Suisse)
- Todos Destinos (Suisse)
- Magnesium Photographer (atelier-spectacle, Suisse)
- Compagnie Mine de Rien (Théâtre de rue, Suisse)
- Gaëtan (Suisse)

### Édition 2017
L'édition 2017 a accueilli plus de 16 000 festivaliers dans une ambiance amicale voire fraternelle, sans une goutte de pluie et sans le moindre pépin. Du 11 au 16 juillet, la Place Georges-Python a pu frémir sur des airs venus d'ailleurs, de Suisse, de partout.
- Arno[14] (Belgique)

- Timber Timbre (Canada)
- Blonde Redhead (États-Unis)
- Wax Tailor (France)
- A-Wa (Israël)
- Mister Milano (Suisse)
- Mazalda Super Orion (Algérie/France)
- Muthoni Drummer Queen (Kenya)
- Get The Blessing (Royaume-Uni)
- Cee-Roo (Suisse)
- Braziliers (France)
- Orchestre Tout Puissant Marcel Duchamp (Suisse)
- Buvette (Suisse)
- Larytta (Suisse)
- Paul Plexi (Suisse)
- Ça va Foirer (Spectacle art de Rue, France)
- L'Impossible Concert: Stenzel & Kivitz (Spectacle-Concert, Belgique)

### Édition 2018
L'édition 2018 s'est parfaitement déroulée, sous une météo presque parfaite et a accueilli plus de 16 000 festivaliers à Fribourg. Du 9 au 14 juillet, le festival a proposé les artistes suivants au public de la Place Georges-Python :
- Jungle[17] (Angleterre)

- Gaël Faye (France/Rwanda)
- Slowdive (Angleterre)
- Fink (Angleterre)
- Son Lux (États-Unis)
- General Elektriks (France)
- Christian Löffler (Allemagne)
- Acid Arab (France)
- Alice Roosevelt (Suisse)
- Horizon Liquide (Suisse)
- Témé Tan (Belgique)
- Ghetto Kumbé (Colombie)
- The Doorknobs (Suisse)
- Duck Duck Grey Duck (Suisse)
- Los Orioles (Suisse)
- Emilie Zoé (Suisse)
- Charlotte Grace (Suisse)
- Long Tall Jefferson (Suisse)
- Melissa Kassab (Suisse)
- Gustav Academy (Suisse)
- Oskar & Strudel (Spectacle-concert, Pays-Bas)
- Barbapapi (Performance art de rue, Suisse)
- Fabian Tharin (Suisse)
- Le Roi Angus (Suisse)
- Doca (Suisse/Brésil)
- Adieu Gary Cooper (Suisse)

Le festival a également organisé en 2018 un concert acoustique spécialement pour les sœurs Ursulines qui vivent juste à côté de la place

### Édition 2019
La sixième édition du festival a eu lieu du lundi 15 au samedi 20 juillet, proposant trois soirées gratuites et trois soirées payantes. Sans la moindre goutte de pluie et devant 18 000 spectateurs, elle a accueilli :
- Feu! Chatterton (France)
- Balthazar (Belgique)
- Temples (Angleterre)
- L'Impératrice (France)
- Tamikrest (Algérie)
- Tshegue (Congo)
- Flamingods (Bahreïn)
- Alpha Wann (France)
- Jazzy Bazz (France)
- Crimer (Suisse)
- Gjon's Tears (Suisse)
- Requin Chagrin (France)
- Stimming (Allemagne)
- Ammar808 (Tunisie)
- Pouvoir Magique (France)
- Los Pashminas (Suisse)
- Patate Douce (Suisse)
- The Doogies (Suisse)
- Compagnie Créton'Art (Performance art de rue, France)
- Compagnie du Cachot (Performance art de rue, Suisse)
- Sacha Love (Suisse)
- Service Fun (Suisse)
- Gustav Academy (Suisse)
- Saraka (Suisse)

## Années 2020

### Édition 2020
Cette édition du festival devait se tenir du lundi 13 au samedi 18 juillet sur la place Georges-Python mais a été annulée à la suite des mesures prises par les autorités locales et fédérales pour lutter contre la pandémie de Covid-19 . Le festival devait notamment accueillir les artistes Sébastien Tellier (France), Fontaines D.C. (Irlande), Isaac Delusion (France) ou Kevin Morby (États-Unis).

### Édition 2021
L'édition 2021 est considérée comme la septième édition du festival, à la suite de l'annulation de 2020 en conséquence de la pandémie. La manifestation s'est déroulée du lundi 12 au samedi 16 juillet et a dû adopter une jauge réduite, réunissant toutefois plus de 8000 personnes. Elle a proposé les concerts de :
- Chouka (Suisse)
- Saitün Sprüng (Suisse)
- Liraz (Israël/Iran)
- Mnevis (Suisse)
- Last Train (France)
- Molchat Doma (Biélorussie)
- A.M.A.K. (Suisse)
- Badnaiy (Suisse)
- Benjamin Epps (France)
- Josman (France)
- EÏLA (Suisse)
- Cyril Cyril (Suisse)
- Bachar Mar-Khalifé (Liban)
- Baron.e (Suisse)
- Flèche Love (Suisse)
- Brassmaster Flash (Suisse)
- Mauvais Œil (France)
- Noria Lilt b2b Bowmore (Suisse)
- Pony del Sol (Suisse)
- Frànçois and the Atlas Mountains (France)
- Sébastien Tellier (France)
- Dombrance (France)
- La Cie Alsand (Performance art de rue, Suisse)
- La Gustav (Suisse)
- Ropoporose (Ciné-concert sur le thème du film Dark Star de John Carpenter, en collaboration avec le Festival International du Film de Fribourg)

### Édition 2022
En 2022, le festival a retrouvé sa dimension habituelle et s'est déroulé du 11 au 16 juillet. Il a reçu la visite de plus de 15'000 spectateurs, sous une météo radieuse, et a proposé les artistes suivants :
- Woodi (Suisse)
- Silance (Suisse)
- Daughters Of Reykjavik (Islande)
- Yougo Girl (Suisse)
- Naya Ali (Canada)
- Bartees Strange (États-Unis)
- Batbait (Suisse)
- Algiers (États-Unis)
- Lebanon Hanover (Angleterre/Suisse)
- Antoino (Suisse)
- Pablo (Suisse)
- Chilla (France)
- Patate Douce (Suisse)
- Luv Resval (France)
- Mambassa (Suisse)
- L'Effet Philémon (Suisse)
- Takeshi's Cashew (Autriche)
- Vaudou Game (Togo/France)
- Kush K (Suisse)
- Andrina Bollinger (Suisse)
- Alex Cameron (Australie)
- Arthur Hnatek (Suisse)
- Romane Santarelli (France)
- Point76 (Suisse)
- Alma Catin (Suisse)
- Claire Laffut (Belgique)
- Delia Meshlir (Suisse)
- Noga Erez (Israël)
- Jacques (France)
- Shuttle (Suisse)
- Les Batteurs de Pavés (Performance art de rue, Suisse)

### Édition 2023
L'édition 2023 des Georges se déroule du 10 au 15 juillet. Marquée par une évacuation d'urgence à cause d'une tempête, l'édition se déroule toutefois dans de bonnes conditions et accueille plus de 16'000 spectateurs. Voici une partie des artistes présents pour cette neuvième édition :
- Kekra (France)
- Cinnay (Suisse)
- Houematikee (Suisse)
- Fishbach (France)
- Flavien Berger (France)
- Sandor (Suisse)
- Glaascats (Suisse)
- Lazuli (France)
- Damlartiste (Suisse)

### Édition 2024
En 2024, le festival a lieu du 15 au 20 juillet et marque la dixième édition de l'événement, accueillant plus de 21'000 spectateurs. Dix actions sont menées en parallèle, pour marquer cet anniversaire. Durant le festival en lui-même, sur les deux scènes, les artistes suivants se produisent :
- Archive (Angleterre)
- Pomme (France)
- Flavien Berger (France)
- Bertrand Belin (France)
- Bu$hi (France)
- Uzy Feyja (Caméroun)
- Psycho Weazel (Suisse)
- Maraboutage (France)
- Odd Beholder (Suisse)
- Bateu Matou (Portugal)
- Mairo (Suisse)
- Nayra (France)
- San Silvan (Suisse)
- Pyrit (Suisse)

...